# Nassiriya
Nassiriya (arabă: الناصرية‎) este un oraș din Irak. Acesta se află pe fluviul Eufrat, la aproximativ 225 mile (370 km) sud-est de Bagdad, capitala statului. În același timp, el se află și în apropierea orașului antic Ur. Potrivit recensământului din 1987, orașul avea o populație de 265,937 de persoane, iar populația estimată în 2018 era de 558,446.